# Apple Remote

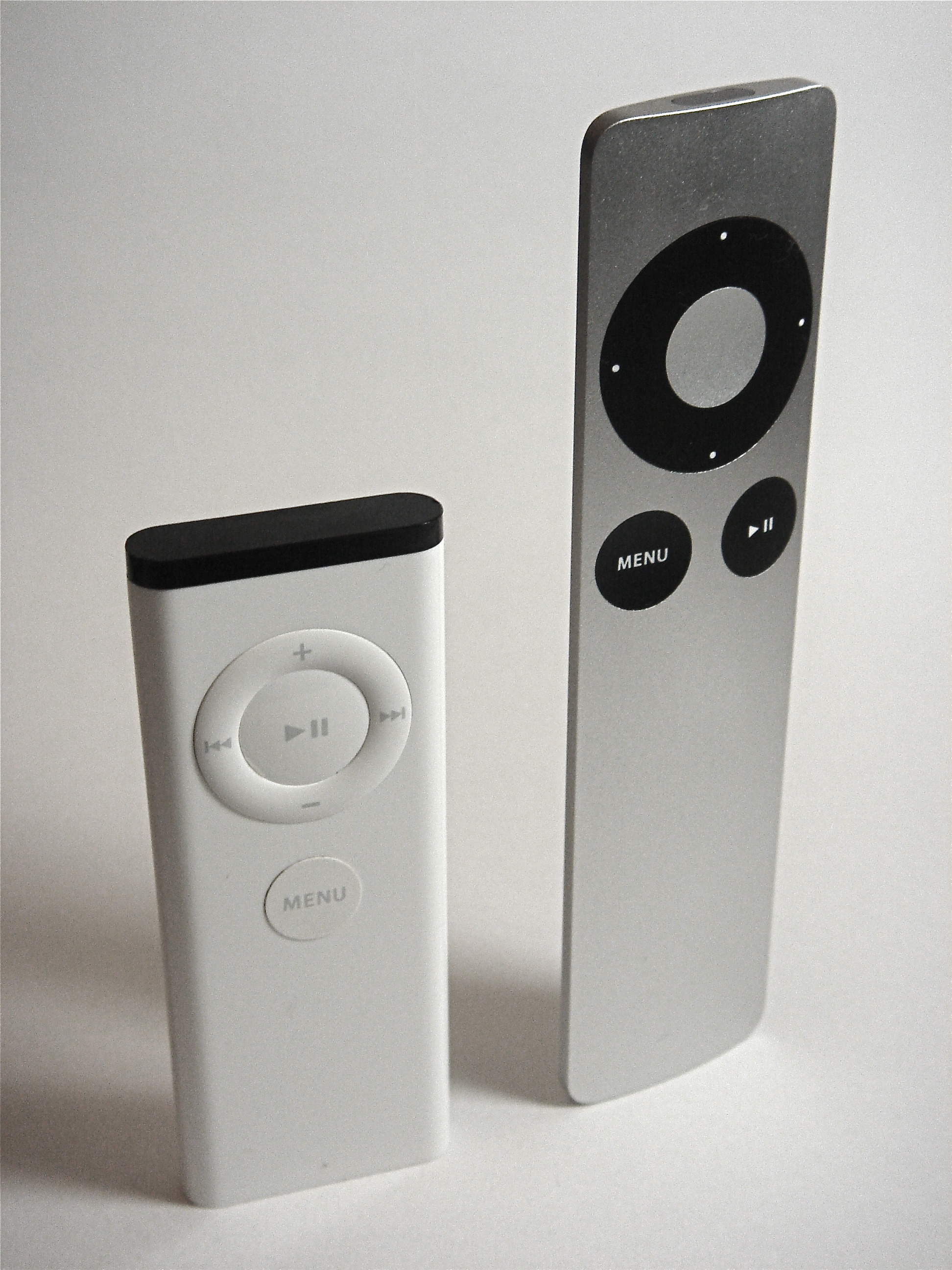
De eerste en tweede generatie vergeleken

De Apple Remote is een zeer kleine afstandsbediening die geleverd wordt bij diverse Apple producten.
De afstandsbediening is bedoeld ter bediening van de Front Row media center interface tot OSX 10.6 op  Apple Macintosh computers, het Apple iPod universal dock en de Apple TV. Daarnaast kan de afstandsbediening ook gebruikt worden om de computer in sluimerstand te plaatsen of weer te wekken. Via software van derden kan de Apple Remote ook voor andere doeleinden gebruikt worden.
Qua vormgeving doet de Apple Remote sterk denken aan de eerste generatie iPod Shuffle. De afstandsbediening is in wit uitgevoerd en bijzonder klein. Het bevat slechts zes knopjes; een + en - knop ter bediening van het geluidsvolume en het omhoog en omlaag navigeren binnenin Front Row, een |<< en >>| knop om achteruit en vooruit te zoeken en links en rechts te navigeren, een gecombineerde Play en Pauze knop en een Menu knop. Mac gebruikers kunnen via deze menu knop direct vanuit de Mac OS X desktop overschakelen naar de Front Row interface.